# Port lotniczy Chorog
Port lotniczy Chorog – port lotniczy położony w Chorogu, stolicy Górskiego Badachszanu w Tadżykistanie.